# Mälsta-Lingsberg
Mälsta-Lingsberg is een småort in de gemeente Vallentuna in het landschap Uppland en de provincie Stockholms län in Zweden. De plaats heeft 123 inwoners (2005) en een oppervlakte van 31 hectare. Het småort bestaat eigenlijk uit twee verschillende plaatsen: Mälsta en Lingsberg.